# Internationaler König-Abd-al-Aziz-Flughafen

i8
i11
i13

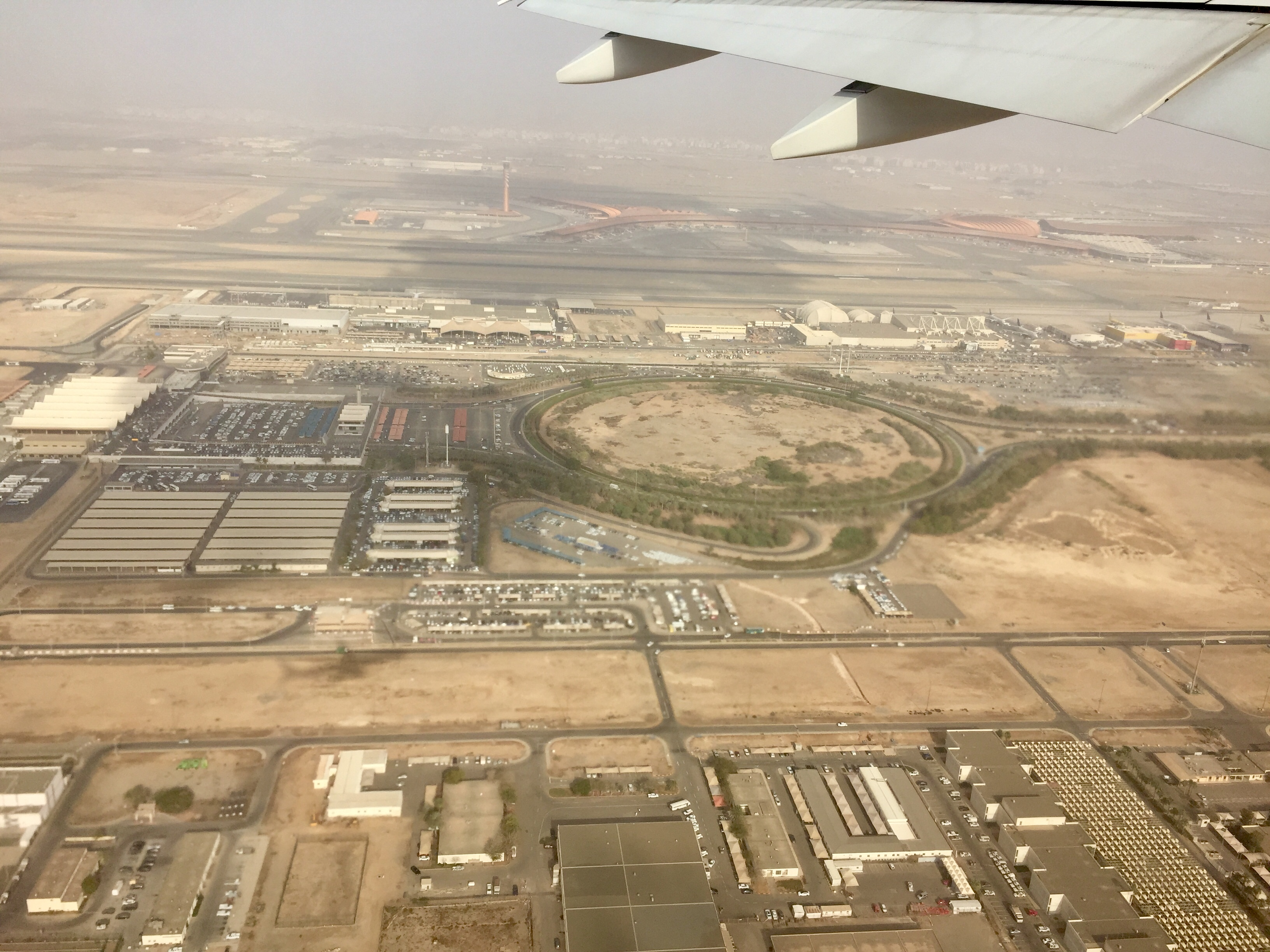
Luftbild mit altem Südterminal, im Hintergrund ist das neue Terminal 1 zu sehen

Der Internationale König-Abd-al-Aziz-Flughafen (englisch King Abdulaziz International Airport, arabisch مطار الملك عبد العزيز الدولي, auch Flughafen Dschidda, IATA-Code: JED, ICAO-Code: OEJN) ist ein saudi-arabischer internationaler Verkehrsflughafen nahe der Millionenstadt Dschidda.

## Geschichte
Der Bau des Flughafens, der nach dem ehemaligen König und Begründer Saudi-Arabiens, Abd al-Aziz ibn Saud benannt ist, wurde 1974 begonnen und im Jahr 1980 fertiggestellt. Der Großflughafen wurde von der Hochtief AG schlüsselfertig errichtet. Er ersetzte den bisherigen internationalen Flughafen Jeddah (ICAO-Code OEJD), der durch seine Lage in der Stadt kaum noch Erweiterungsmöglichkeiten bot. Der Auftragswert betrug acht Milliarden Deutsche Mark. Es war der erste Flughafenneubau aus einer Reihe von mehreren internationalen Airports, die Saudi-Arabien Ende des 20. Jahrhunderts in Angriff genommen hat. Die Eröffnung erfolgte im April 1982. Der Flughafen verfügt über drei Start- und Landebahnen, 2010 wurden mehr als 15 Millionen Passagiere abgefertigt. Der Flughafen mit seiner Fläche von 13 × 8 km beherbergt neben dem zivilen Teil mit seinen Personalsiedlungen auch einen militärischen Teil und besitzt ausreichende Raumreserven für künftige Erweiterungen.
Bemerkenswert sind die überdurchschnittlich großen Abstellflächen für Chartermaschinen für Pilger. Neben den Pilgerflügen fertigt der Flughafen auch zahlreiche das ganze Jahr über betriebene Flugverbindungen ab.
Ab dem Jahr 2018 wurde das neue Terminal 1 schrittweise eröffnet.
Im Jahr 2023 wurde bekannt gegeben, dass ein weiterer Ausbau des Flughafens geplant ist. Es sollen eine vierte Start- und Landebahn und ein neues Terminal 2 gebaut werden.

## Fluggesellschaften und Ziele
Der Flughafen ist Heimatflughafen und Drehkreuz von Saudi Arabian Airlines. Außerdem betreiben dort die Fluggesellschaften Flynas und flyadeal Basen.
Unter anderem gibt es eine Verbindung nach Berlin.

## Haddsch-Terminal
Der Flughafen Dschidda liegt 80 Kilometer entfernt vom muslimischen Pilgerort Mekka. Nahezu alle Pilgergäste mit dem Ziel Mekka reisen über diesen Flughafen ein. Dies führt dazu, dass der König-Abd-al-Aziz-Flughafen zur Haddsch-Saison überdurchschnittlich stark frequentiert ist. Während der Pilgerzeit führen Fluggesellschaften aus nahezu aller Welt Flüge über diesen Flughafen durch, wobei sie auch auf Charterfluggerät anderer Airlines zurückgreifen. Deshalb wurde die Fluggesellschaft Alwafeer Air gegründet.
Einzig für die zusätzlichen Passagiere wurde auch ein Terminal gebaut, das nur sechs Wochen im Jahr im Betrieb ist und den Rest des Jahres geschlossen bleibt. Das Terminal besteht im Wesentlichen aus Baldachinen, die die Passagiere vor der Sonne schützen sollen. Die Zeltdachkonstruktion ist mit 40,5 Hektar Gesamtfläche die größte Dachkonstruktion der Welt aus PTFE-beschichteten Glasfasergeweben. Von Fazlur Khan entworfen und 1982 vollendet, erhielt das Haddsch-Terminal 1983 den Aga Khan Award for Architecture und 2010 den Twenty-five Year Award des American Institute of Architects (AIA). Der amerikanische Reiseführer Frommer’s würdigte das Haddsch-Terminal des König-Abd-al-Aziz-Flughafen im Januar 2012 als eines der besten der Welt.

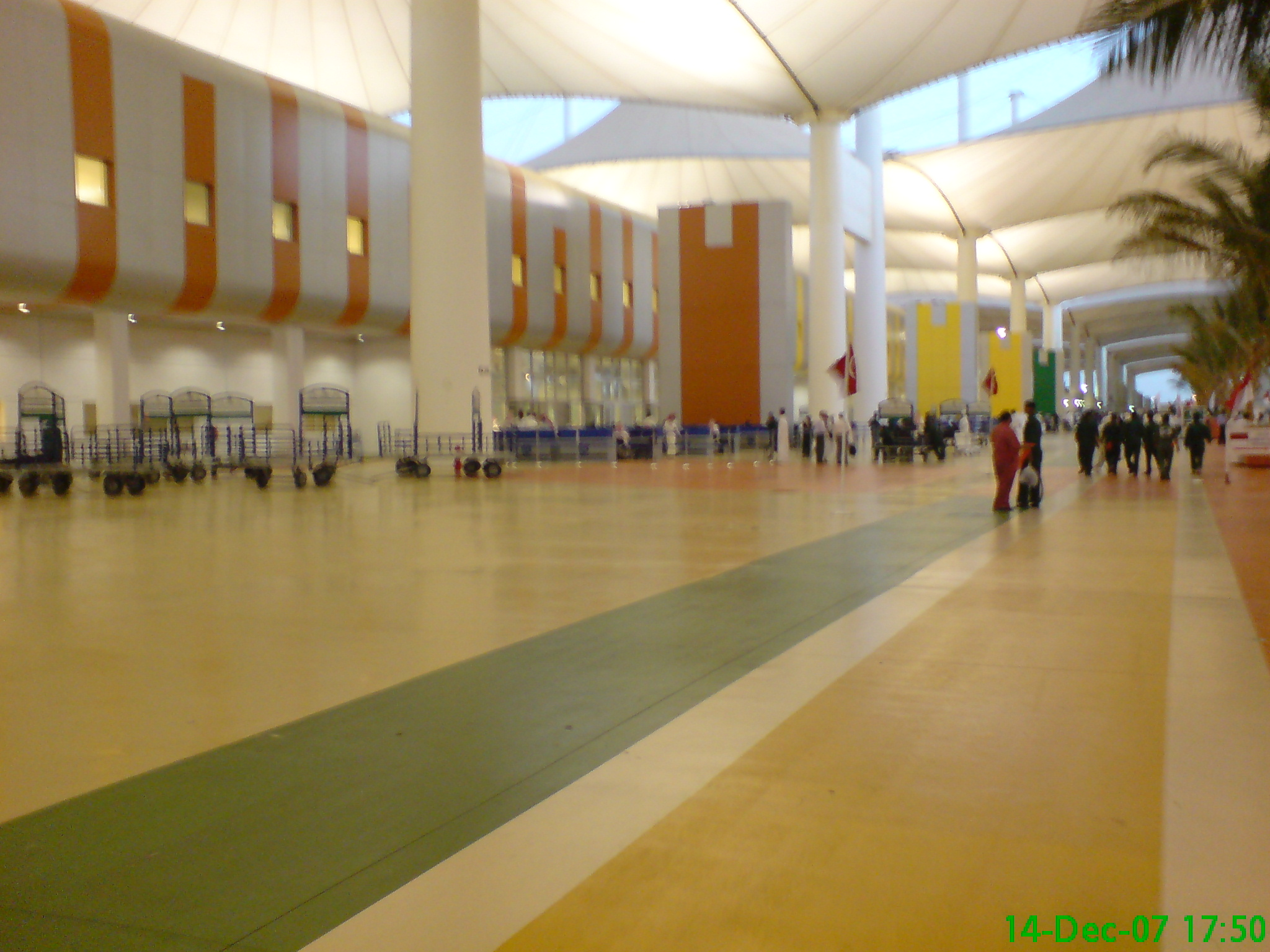
Haddsch-Terminal
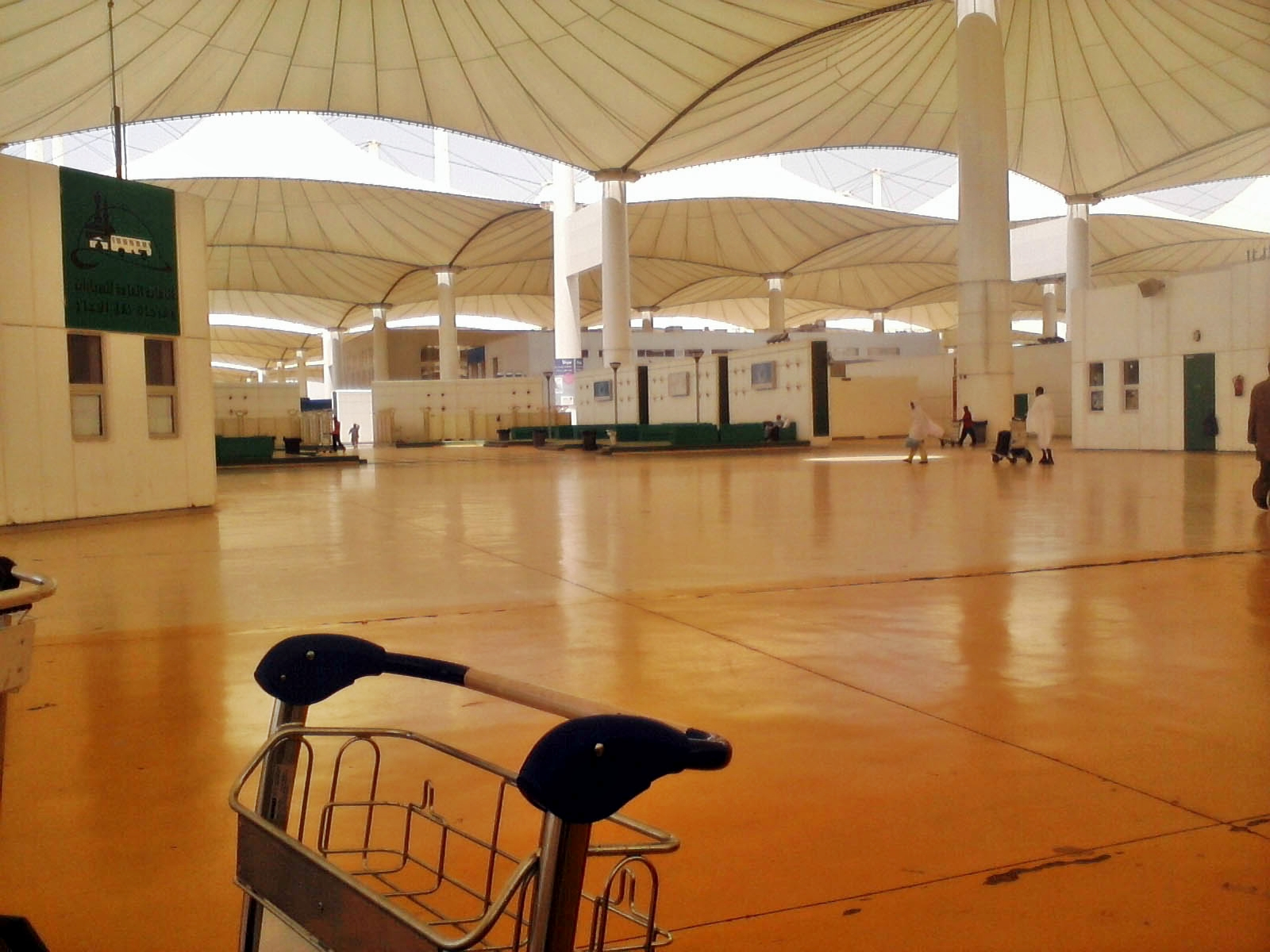
Haddsch-Terminal

## Zwischenfälle
- Am 11. Juli 1991 stürzte eine Douglas DC-8-61 der Nationair Canada (Luftfahrzeugkennzeichen C-GMXQ) nahe dem King Abdulaziz Airport in Dschidda beim Versuch einer Notlandung ab. Mit 261 Todesopfern handelt es sich um den schwersten Unfall mit einer DC-8. Ursache war zu geringer Reifendruck, der dazu führte, dass zwei Reifen beim Start in Dschidda platzten und das Fahrwerk in Brand geriet. Die Mechaniker, die das Flugzeug startbereit machen sollten, standen unter hohem Zeitdruck. Deshalb  befüllten sie mehrere Reifen nicht ordnungsgemäß. Auf der rund fünf Kilometer langen Rollstrecke zur Startbahn heizten sich die betreffenden Reifen beträchtlich auf und platzten beim Start. Dies wiederum verursachte ein Feuer im Fahrwerkschacht, welches sich dort stark ausbreitete und wichtige Sensoren beschädigte, sodass die Piloten beschlossen, nach Dschidda zurückzukehren. Durch das Ausfahren des Fahrwerks wurde das Feuer stark angefacht. Der Brand breitete sich sehr schnell über das ganze Flugzeug aus, sodass es rund 2900 Meter vor Beginn der Landebahn aufschlug.[10]

- Am 1. März 2004 platzten an einem Airbus A300B4-203 der Pakistan International Airlines (AP-BBA) bei einem Nachtstart auf dem Flughafen Jeddah zwei der linken Reifen. Beim Startabbruch wurden Reifenteile in das linke Triebwerk eingesaugt und dieses stark beschädigt, ebenso die linke Tragfläche an den Treibstofftanks. Nach dem Löschen des Fahrwerksbrandes war das Flugzeug wirtschaftlich nicht mehr reparabel. Alle 273 Insassen, zwölf Besatzungsmitglieder und 261 Passagiere, überlebten den Unfall.[11]